# Пурпурный стронгилоцентротус
Пурпурный стронгилоцентротус (лат. Strongylocentrotus purpuratus) — вид морских ежей, обитающий вдоль тихоокеанского побережья Северной Америки от Аляски до острова Цедрос (Мексика). Название получил за фиолетовый оттенок в окраске тела. Размер взрослой особи варьирует от 5 до 10 см.

## Среда обитания
Основное место обитания Strongylocentrotus purpuratus — сублитораль. Постоянное перемешивание воды в зоне прибоя обеспечивает хорошую аэрацию. Заросли бурых водорослей являются источником пищи.

## Морфология
Strongylocentrotus purpuratus имеет шаровидное тело, состоящее из радиально симметричного панциря, покрытого многочисленными подвижными светло-фиолетовыми иглами. У молодых ежей в окраске игл преобладает зеленоватый оттенок. Среди игл находятся амбулакральные ножки и педицеллярии. Оральная сторона тела, на которой располагается рот, обращена к субстрату. Во рту морских ежей находится сложно устроенный пищедобывательный аппарат — «аристотелев фонарь». Пять костных зубов, входящих в его состав, позволяют откусывать или соскребать пищу. На противоположной (аборальной) стороне открывается анальным отверстием задняя кишка. Самцы и самки пурпурного морского ежа морфологически не различаются.

## Поведение
Strongylocentrotus purpuratus малоподвижны. Они медленно перемещаются по дну в поисках пищи. Пурпурные морские ежи не являются социальными животными, однако обычно встречаются группами вокруг зарослей бурых водорослей. Передвижение осуществляется с помощью подвижных игл, работающих как ходули, и амбулакральных ножек, которые могут сильно вытягиваться. На конце каждой амбулакральной ножки имеется присоска, благодаря чему ежи способны передвигаться даже по вертикальным поверхностям.
Strongylocentrotus purpuratus питаются главным образом водорослями, предпочитая гигантскую бурую водоросль Macrocystis pyrifera. С помощью игл, педицеллярий и амбулакральных ножек ёж хватает пищу и перемещает её ко рту. Кроме того, пурпурные стронгилоцентротусы соскребают с камней наросты микроскопических водорослей.
Главными врагами пурпурных Strongylocentrotus purpuratus являются питающиеся ими морские звёзды (Solaster stimpsoni, Pycnopodia helianthoides, Astrometis sertulifera) и морские выдры. Для защиты от хищников морские ежи используют свои острые иглы, а также педицеллярии, которые могут больно ущипнуть нападающего. Кроме того, педицеллярии используются морским ежом для удаления с поверхности тела сидячих рачков, губок, других животных и мусора.
Strongylocentrotus purpuratus могут зарываться в субстрат. С помощью игл и зубов ёж способен выгрызть углубление в скале. При этом иглы стираются, но потом они регенерируют.

## Размножение
Морские ежи раздельнополы, половой диморфизм отсутствует. Strongylocentrotus purpuratusобычно размножаются с января по март, однако зрелых особей можно найти даже в июле. Они достигают половой зрелости в возрасте двух лет, к этому времени их размер достигает более 25 мм. Половые продукты вымётываются в воду, где происходит наружное оплодотворение.
Оплодотворённые яйца оседают на дно и начинают развитие. Из зиготы развивается планктонная личинка — эхиноплутеус. Особые образования (длинные выросты — руки, скелет в виде известковых игл, ресничный шнур) способствуют парению и перемещению личинки в толще воды. Плутеус питается микропланктоном, растёт, со временем на его левой стороне появляется зачаток будущего морского ежа — так называемый зародышевый диск. Во время метаморфоза из зародышевого диска формируется тело морского ежа, а личиночные ткани дегенерируют. Молодой стронгилоцентротус опускается на дно и приступает к самостоятельной жизни.

## Значение для человека
Strongylocentrotus purpuratus является ценным морепродуктом, использующемся в японской кухне. В Калифорнии ведётся промышленная добыча морского ежа, что ведёт к сокращению его численности.
Strongylocentrotus purpuratus косвенно приносит урон человеку, уничтожая заросли бурых водорослей, из которых получают различные вещества, в том числе альгинаты, использующиеся в производстве пластика, красок, термоустойчивого волокна и в пищевой промышленности.
Strongylocentrotus purpuratus является интересным объектом современной биологии. Его геном содержит 23,3 тыс. генов, из которых более 7 тыс. общие с человеком.